# Меристика
Меристика (англ. meristics) — це розділ іхтіології, що стосується підрахунку кількісних рис риби, як-от кількості плавників чи лусок. Меристику (зчислювану рису) можуть використовувати для опису конкретного виду риби, або для визначення невідомого виду. Меристичні риси часто описують скороченим позначенням під назвою меристична формула.
Меристичні ознаки це зчислювані структури, представлені рядами (напр. міомери, хребці, плавці) у риб. Ці ознаки найчастіше використовують для поділу видів та популяцій. В родині лососевих число луски є найпоширенішим методом розмежування популяцій виду. В пструга райдужного найбільш видатною відмінністю серед популяцій теж є число луски.  
Меристичні ознаки використовують в багатьох інших галузях, як-от ботаніці чи зоології. Меристичне порівняння застосовують у фенетичному та кладистичному аналізі.

## Меристичний аналіз
Меристичне дослідження часто є складним завданням, оскільки підрахунок рис риби є не таким простим, як видається. Більшість меристичних аналізів здійснюють на мертвій рибі, попередньо збереженій у спирті. Меристичні риси важче, хоч і можливо, спостерігати на живій рибі. Для дуже малої риби може знадобитись мікроскоп.
При виконанні меристичного аналізу іхтіологи дотримуються базового набору правил: усувати якомога більше неоднозначностей. Щоправда, власне процедура може змінюватись в залежності від віду риби. Методологію підрахунку меристичних рис повинен описувати фахівець, що проводить аналіз.

## Меристична формула
Існує скорочений метод опису порядку розташування кісток (променів) у плавцях риби; його можна порівняти із формулою квітки для квітів.
Число голок позначають римськими цифрами, наприклад XI—XIV. Числа променів подають в арабському форматі, наприклад 11-14.
Меристичною формулою для виду Siganus luridus є: D, XIV+10; A, VII+8-9; P, 16-17; V, I+3+I; GR, 18-22.
Це означає, що риба має 14 голкових променів (кісток) в першій частині спинного (англ. dorsal) плавця (D), за якими є 10 м'яких променів. A (англ. Anal) позначає анальний плавець, P (англ. Pectoral) — пекторальні плавці (біля зябрів та очей на місці «рук»), V (англ. Ventral) це черевний плавець (еквівалент «ніг»), C (англ. Caudal) репрезентує хвостовий плавець, відсутній у прикладі вище. GR (англ. Gill Raker) це число зябрових тичинок (див. нижче).

## Число хребців
Кількість кісток у хребті є рисою, яку теж можна використати для класифікування видів риб. Зазвичай рахують усі хребці. Хребцеві числа можуть ділити на черевні (що стосується порожнини тіла) та хвостові хребці. Якщо в уростилі наявні сутури (шовоподібні нерухомі з'єднання між двома кістками), їх враховують теж, інакше уростиль зазвичай рахують як один хребець.

## Число зябрових тичинок
Кількість зябрових тичинок на першій зябровій арці також може бути ідентифікатором виду риби. Тичинки рахують для верхньої та нижньої кінцівок зябрової арки, додаючи до нижньої також і ті, що розташовані на місці з'єднання обох. Числа для верхньої та нижньої кінцівок розділяють знаком «+», а проміжки ставлять у дужки, наприклад: GR: 3 + (4-5).